# Moțca
Moțca – wieś w Rumunii, w okręgu Jassy, w gminie Moțca. W 2011 roku liczyła 3522 mieszkańców.